# Maison au 17, rue Docteur-Stoltz à Andlau
La maison au 17, rue Docteur-Stoltz est un monument historique situé à Andlau, dans le département français du Bas-Rhin.

## Localisation
Ce bâtiment est situé au 17, rue Docteur-Stoltz à Andlau.

## Historique
L'édifice fait l'objet d'une inscription au titre des monuments historiques depuis 1934.

## Architecture

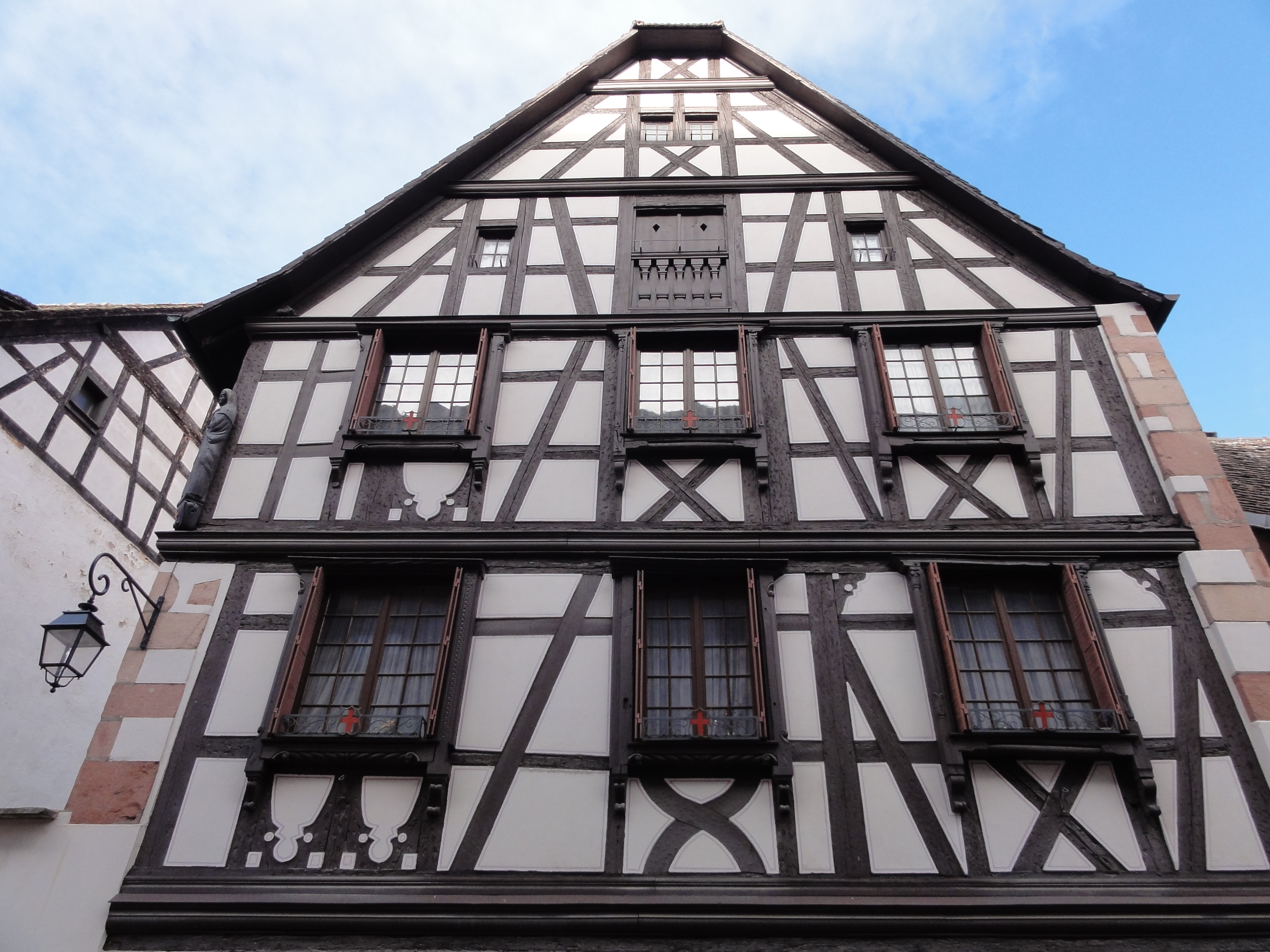
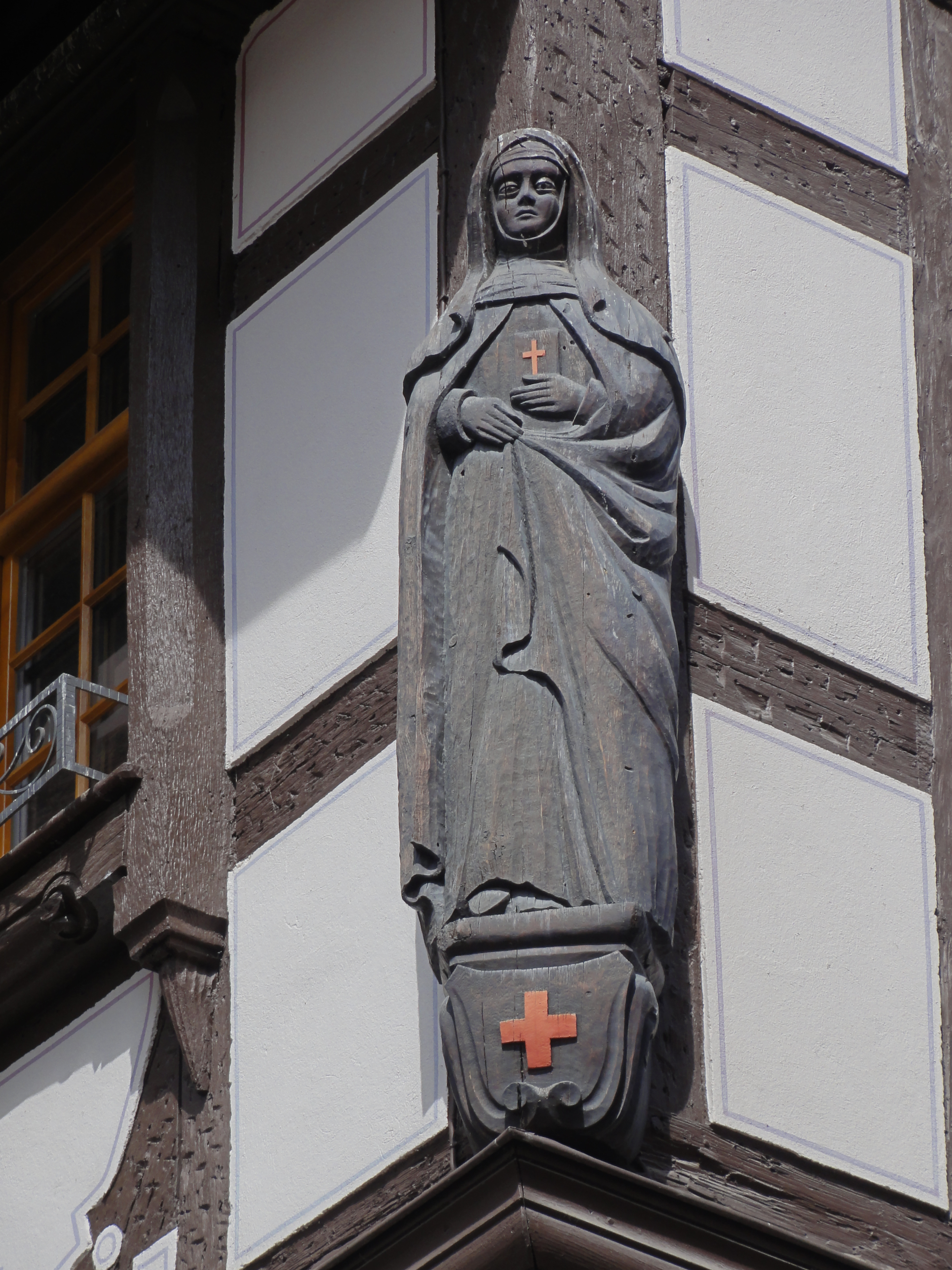